# 八十九心
八十九心，佛教阿毘達摩術語，為巴利佛教特有的理論，現仍傳承於上座部佛教中。將一切剎那心區分為八十九種類型，這是巴利論書中最常見的分類，但是也有分為一百二十一心的說法，也有將八十九心再細分為更多類的說法。

## 概論
八十九心的分法，是先根據佛教的世界觀，將一切有情的心，分為欲界、色界無色界與出世間四者，稱四界地。在四界地中，又依據善、不善、無記三者進行細分，再把無記分為異熟與唯作二者。之後一一細分，則成為八十九心。
因此，八十九心可分為
- 欲界（54心）
  - 善心（8心）
  - 不善心（12心）
  - 無記心
    - 異熟（23心）
    - 唯作（11心）
- 色界（15心）
  - 善心（5心）
  - 無記心
    - 異熟（5心）
    - 唯作（5心）
- 無色界（12心）
  - 善心（4心）
  - 無記心
    - 異熟（4心）
    - 唯作（4心）
- 出世間（8心）
  - 善心（4心）
  - 無記心
    - 異熟（4心）

## 歷史
水野弘元的研究指出，在巴利佛教早期論書，如《無礙解道》還沒有八十九心的說法，但已經有初步的想法。直到中期論書《法集論》及《分別論》中，才將八十九心定型下來，成為巴利佛教標準的理論。在更晚期的論書中，又將八十九心分為十四種作用。

## 分類

### 欲界
欲界的善心，是經由布施、持戒與禪定獲得的，其中可分為有智、無智，有喜、無喜、有捨（不苦不樂），以及沒有特別造作的（無行）、經過自我意識特別去造作的（有行）。將這些組合起來，就成為八種善心：
1. 喜俱智相應無行
2. 喜俱智相應有行
3. 喜俱智不相應無行
4. 喜俱智不相應有行
5. 捨俱智相應無行
6. 捨俱智相應有行
7. 捨俱智不相應無行
8. 捨俱智不相應有行

不善的心，分為貪欲、瞋恚、愚痴三者，只存在欲界。其中貪，存在類似於欲界善心的八種；瞋恚，伴有憂，分為有行，與無行；愚痴，伴有捨（不苦不樂），分為懷疑與掉舉二種。共十二心。
欲界無記心，分為由過去的善業、惡業所生成的異熟心，以及非善、非惡、非結果，唯有作用的唯作心二者。
欲界的異熟心，分為善的異熟心，與惡的異熟心。善的異熟心，分為前五識、第六意識與第七意界，這是與現前的認識作用有關；作為有情的基礎心，是欲界的善心八種，以及生來就具有的九種善心之一。生來具有的九種心，是由過去世的八種善心，在現世結果而成，每個人都具備九種善心中的其中一種，是這一世中的人格與天份的基礎。欲界善異熟心，共有16種。至於惡異熟心，包括前五識、第六意界，以及成為惡趣有情的七種基礎心之一，共有7種。欲界異熟心總計有23種。
唯作是巴利佛教特有的術語，它不善、不惡，唯有作用，因此得名。欲界的唯作心，與認識作用有關的，分為引起前五識的意界，以及引起意識的意識界二者；與漏盡阿羅漢有關的，有引起笑的自然遊戲心，以及與欲界善心相同的八種唯作心。欲界唯作心，共分11種。

### 色界
在色界中，有善心，善異熟心與唯作心三者。色界善心是有情眾生在欲界修行色界定所獲得的色界善心。色界善異熟心，是有情眾生在過去世修行有漏的色界定心，在此世獲得的善基礎心。唯作心是漏盡阿羅漢進入色界定的遊戲三昧，而產生的現法樂住心。
巴利佛教中，將五禪，個別配對上善心，善異熟心，與唯作心三者，共成色界15心。五禪是巴利佛教特有說法，將四禪中的初禪，分為有尋有伺、無尋唯伺二者，形成五禪。

### 無色界
無色界，同樣有善心，善異熟心與唯作心三者。與空無邊處、識無邊處等四無色定分別配對，共形成無色界12心。

### 出世間
出世間，分為四向四果等八心。四向為四種無漏善心，而四果為四向的異熟心。